# Paul Louis Bouchard
Paul Antoine Louis Bouchard (geb. am 5. August 1853 in Paris; gest. 1937 ebenda) war ein französischer Genre-, Historien- und Landschaftsmaler, der besonders für seine Orientalismus-Bilder bekannt wurde.

## Leben
Bouchard studierte vor 1894 Malerei an der École nationale supérieure des Beaux-Arts und war ein Schüler von Gustave Boulanger, Jules Lefebvre und Fernand Cormon. Zu Beginn seiner Karriere produzierte er historische Szenen, insbesondere zum Mittelalter. Später erweiterte er seinen Themenbereich um orientalische Szenen und russische Stadtansichten. Er begann ab 1880 im Salon de Paris auszustellen und beschickte diese Ausstellungen bis 1930 mit Bildern. Im Jahr 1880 wurde er in London für sein Bild La jeune laitière mit einem Preisgeld von 2.875 fr. prämiert. 1900 wurde er auf der Pariser Weltausstellung mit einer Bronzemedaille ausgezeichnet. Er wohnte lange Zeit in der Rue de Calais Nr. 12. Er hielt sich zeitweise in Moskau auf, wo er an den Ufern der Moskwa malte. Bouchard beschäftigte sich zwischen 1880 und 1900 mit den Darstellungen der Geschichte und mit orientalischer Inspiration. Von 1900 bis 1930 stellte er zahlreiche Ansichten des Parks von Versailles aus.
1908 wurde er zum Ritter der Ehrenlegion ernannt. Sein Gemälde Die Almahs wurde 1987 auf der Rückseite der Zeitschrift Grand écrivain verwendet, um einen Artikel über Arthur de Gobineau und seine traumhafte Sicht des Nahen Ostens zu illustrieren. Das Original befindet sich im Musée d’Orsay.

## Werke (Auswahl)
- Les Almeés 1893
- Après le bain 1894

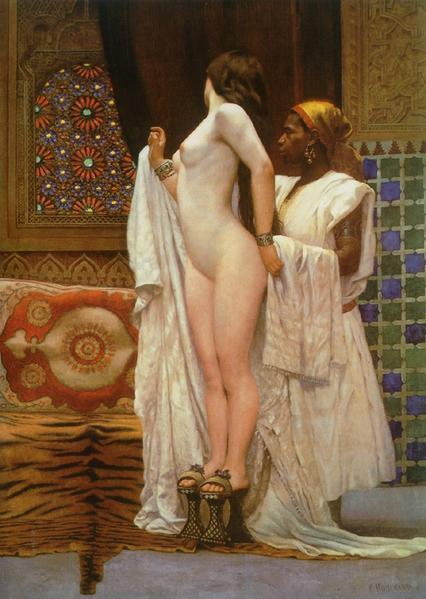
Nach dem Bad

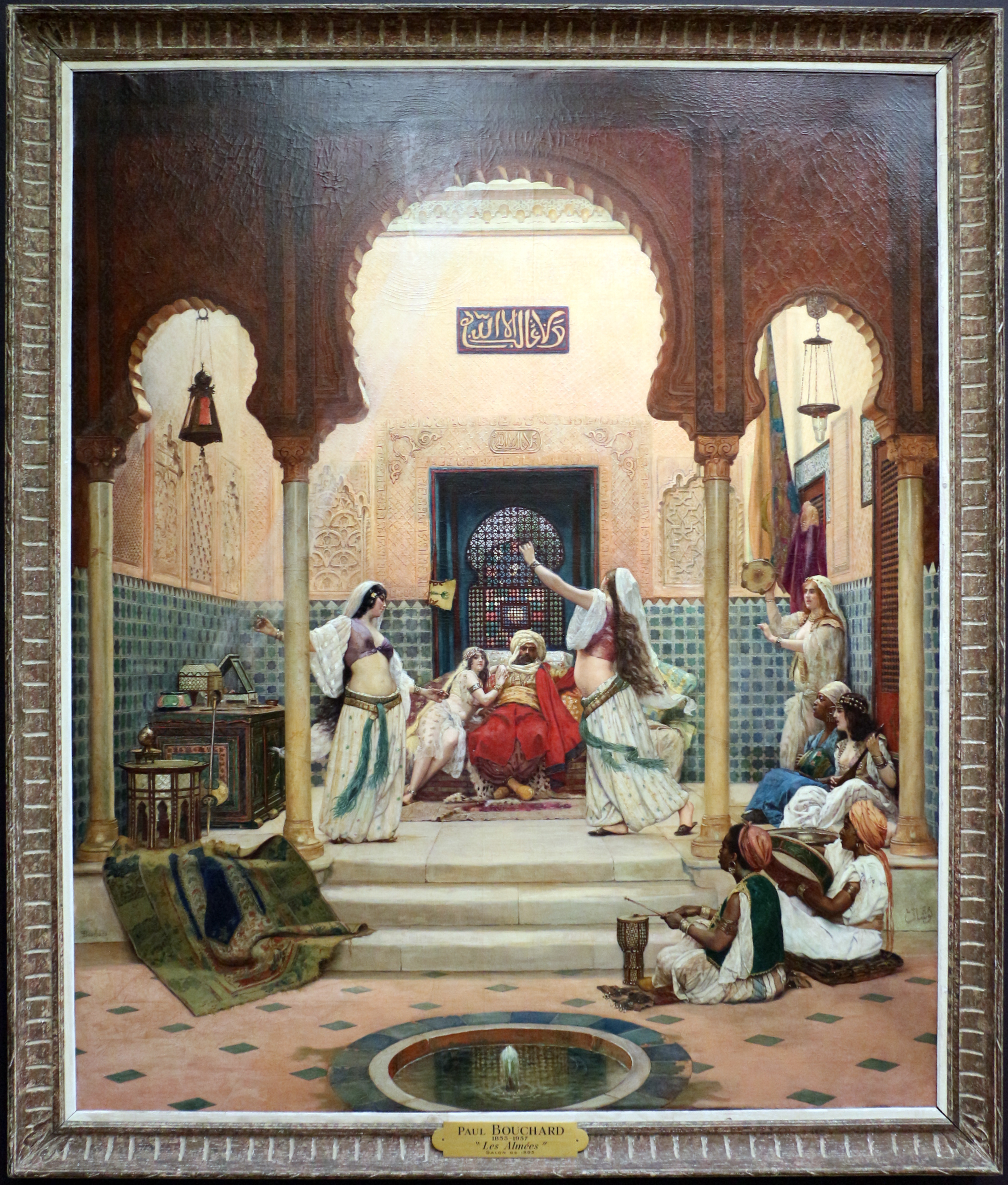
Les Almeés

- L’hiver à Moscou (Der Winter in Moskau)
- Chapelle de la Vierge d’ibérie, a Moscou (Kapelle der Jungfrau von Iberien, in Moskau)
- Maison des Romanov, à Moscou. Gravur Ausgestellt auf der Pariser Weltausstellung (Das Haus der Romanows in Moskau)[5]
- Parterre d’eau à Versailles
- La Toilette de la favorite Museum Liège
- Soliman II et Roxelane Museum Meaux
- Voltaire prisonnier à la Bastille München
- Les muets du sérail Paris